# Banatsko Višnjićevo
Banatsko Višnjićevo (cyr. Банатско Вишњићево) – wieś w Serbii, w Wojwodinie, w okręgu środkowobanackim, w gminie Žitište. W 2011 roku liczyła 258 mieszkańców.